# Nattramn

Modern konst av korpar i ödesdiger stil.

Nattramnar eller nattkorpar, även nattens ramn, är i svensk folktro gengångare av självmördare eller döda odöpta barn. De troddes uppträda nattetid i fjäderhamn (fågelgestalt) och då främst som korpar, på äldre svenska ramn. Analoga och besläktade väsen finns även i andra delar av Europa, såsom de tyskpratande länderna och de slaviska länderna.

## Beskrivning från södra Småland
I sin beskrivning av folktro i södra Småland beskriver Gunnar Olof Hyltén-Cavallius nattramnen som gasten efter en utbörding, det vill säga ett odöpt barn som burits ut i skogen. Nattramnen visar sig endast nattetid och då oftast vid större högtider. Den flyger i luften i fågelskepnad och utstöter ett knarrande ljud, som liknar gnisslet från ett osmort vagnshjul. Den flyger alltid från väster till öster och aldrig närmare marken än vad en oxe bär oket.
Enligt medeltidstro är nattramnen ständigt på färd till Christi grav, men kan bara färdas om natten och får inte ro förrän den kommit fram. Hyltén-Cavallius menar, att det är fråga om någon art av snäppa eller beckasin. Beskrivningen stämmer relativt väl med morkullans spelflykt. 